# Laura Martinozzi
Laura Martinozzi (Fano, 22 aprile 1639 – Roma, 19 luglio 1687) fu una delle cosiddette Mazarinettes, cioè una delle nipoti del cardinale Mazzarino. Sposò il duca Alfonso IV d'Este, diventando duchessa, poi reggente in nome del figlio, del ducato di Modena e Reggio.

## Biografia
Era figlia di Girolamo Martinozzi e di Laura Margherita Mazzarino: fu perciò una delle cosiddette mazarinettes, le famose nipoti del cardinale Mazzarino. Dopo aver trascorso l'infanzia a Roma, nel Palazzo Mazzarino presso Monte Cavallo, nel 1653, su invito dello zio, si trasferì a Parigi con la madre, la sorella Anna Maria, la zia Girolama, e le cugine Mancini. Qui acquisì la nazionalità francese e fu educata come una fille de France.
Il 30 maggio 1655 sposò per procura, nella cappella reale del castello di Compiègne, il principe Alfonso, figlio di Francesco I d'Este e di Maria Farnese, erede del ducato di Modena e Reggio. Lo sposo era rappresentato da Eugenio Maurizio di Savoia-Soissons, che due anni dopo si unirà in matrimonio con Olimpia Mancini, cugina di Laura. Alla cerimonia presenziarono Luigi XIV e la madre Anna d'Austria. 
Il 14 ottobre 1658 morì Francesco I d'Este. Alfonso assunse la guida del Ducato come Alfonso IV, e Laura divenne duchessa consorte. Nel 1658 divenne madre di Maria Beatrice d'Este (futura moglie di Giacomo II d'Inghilterra e quindi regina d'Inghilterra), e nel 1660 di Francesco, futuro duca di Modena e Reggio. 
Nel giro di pochi mesi, fra il 1661 ed il 1662, perse lo zio cardinale Mazzarino, cui era sinceramente affezionata, e il marito. Assunta la reggenza in nome del figlio, a 23 anni si trovò così la responsabilità della gestione dello Stato.
Cercò di trovare i migliori uomini per un valido Consiglio di Reggenza: si affidò al proprio confessore, Padre Garimberti, ma il compito sembrava troppo arduo. In pochi mesi le invidie a corte e la situazione dell'ordine pubblico, con il brigantaggio ormai dentro la città, la portarono ad un crollo nervoso che la costrinse a letto. Tentò allora di affidarsi al cardinale Rinaldo d'Este, fratello del defunto suocero Duca Francesco I: la mossa, grazie alle indubbie capacità di questi, sortì i suoi effetti.
Laura riprese la salute e cominciò un governo forte, autoritario, persino spietato con i delinquenti, ma anche implacabile nella tassazione e parsimonioso nelle spese, al fine di risanare il bilancio dello Stato che era sull'orlo del collasso.
Descritta nelle cronache dell'epoca come Dux Mutinae, o "il miglior duca di Modena", Lodovico Antonio Muratori la definì "donna virile, in cui grande era il senno, maggiore la pietà", aggiungendo che maraviglioso poi fu il governo di questa principessa, e lungamente ne durò una dolce memoria. Personaggio contraddittorio, la "Duchessa padrona" alternava alterigia da despota all'insegnamento della dottrina cristiana ai bimbi. 
Non esitò ad avvalersi di sicari per sbarazzarsi del conte Odoardo Malvasia e del conte Orazio Boschetti, ma non poche furono le sue opere a favore degli ammalati e degli indigenti. A Modena fece costruire il grande convento della Visitazione «per l'educazione delle zitelle povere» e a Reggio il Ghetto per gli Ebrei che fu «inaugurato» ai primi del 1671. «(...) si dedica inoltre al proseguimento dei lavori in Palazzo Ducale». Le condizioni del ducato sono pessime, le «guerre combattute da Francesco I avevano pesato duramente sulle finanze estensi, mentre i crediti spagnoli erano rimasti solo sulla carta»
Nel 1673 partì per Londra ad assistere al matrimonio della figlia Maria Beatrice con il duca di York, Giacomo Stuart, futuro re d'Inghilterra. Al ritorno, il figlio quattordicenne Francesco II assunse i pieni poteri, con l'aiuto di Cesare Ignazio d'Este; Laura dovette ubbidire, ma il rapporto col figlio e la città si guastò irrimediabilmente.
Nel 1674 ritornò quindi a Roma, presso la madre, mantenendo (ricambiata) un rapporto di amore-odio per il figlio e trepidando per la sorte della lontana figlia, travolta dalle vicende degli Stuart. Furono questi anni di intensi viaggi, nel feudo personale di Gualtieri (di cui l'aveva investita il marito prima di morire), a Londra (1682), e a Bruxelles, dove si trattenne a lungo presso la figlia in esilio (1679-1684). Dopo un ultimo soggiorno in Inghilterra (1684), dove di lì a poco la figlia sarebbe salita al trono, rientrò definitivamente a Roma. 
Gli ultimi anni furono allietati da un'intensa amicizia con Lucrezia Barberini, già duchessa di Modena come terza moglie di Francesco I, e con la regina Cristina di Svezia. 
Morì il 19 luglio 1687 nel convento delle Orsoline in via Vittoria (oggi sede dell'Accademia di Santa Cecilia) e fu sepolta insieme alla madre (deceduta nel 1685), nella chiesa di San Carlo alle Quattro Fontane. Nel suo testamento lasciò quasi tutti i propri beni al figlio, riservando alla figlia i beni posseduti in Francia, e chiese di essere sepolta a Modena. In ossequio alle sue volontà, il 6 settembre 1695 la sua salma fu esumata e traslata nella capitale del Ducato, nel Monastero della Visitazione e nel 1925 venne traslata nella Cappella funebre degli Estensi della chiesa di San Vincenzo. Una vetrina contenente le viscere fu lasciata a San Carlino. 

## Discendenza
Dal suo matrimonio, Laura ebbe tre figli: 
- Francesco d'Este (8 novembre 1657-10 aprile 1658);
- Maria Beatrice Anna Margherita Isabella d'Este (5 ottobre 1658 – 7 maggio 1718), nota anche come Maria di Modena; sposò Giacomo II d'Inghilterra, con discendenza;
- Francesco II d'Este, duca di Modena (6 marzo 1660 – 6 settembre 1694); sposò Margherita Maria Farnese, senza discendenza.